# Klissza ostroma (1522)
Lásd még Klissza ostroma (1524).
Klissza ostroma 1522. június 3-ától, egészen június 18-áig tartott. A dalmáciai várat horvát védői sikeresen megtartották a törökökkel szemben.
Az 1521-ben kirobbant török háború során a szultáni sereg először Nándorfehérvárt foglalta el, majd a következő évben a magyar kézben levő bosnyák és a horvát végeket is támadni kezdte a török hadsereg.

1522 késő tavaszán sikerült bevenni Knint. Ekkor következett a tengerpart egyik legfontosabb vára Klissza.
Kora nyáron a mostari Hasszán pasa és hercegovinai szandzsákbég Mehmed fogta ostrom alá török és bosnyák csapatok élén a várat, amit Novákovics Péter várkapitány védett.

A vár több ízben vert vissza török rohamokat és a felmentő sereg már közeledett is.

A vár felmentésére végül kb. 1500 fős horvát sereg élén Krusics Péter zenggi kapitány utasítására Orlovcsics György érkezett, aki visszavonulásra kényszerítette a boszniai vezéreket.
Egy évvel később a török bevette Osztrovicát, Klissza után a második legfontosabb tengerparti várat. 1524 elején a török visszatért Klissza alá, de az újbóli ostrommal megint csak kudarcot vallott, hála Krusics Péter másodszori felmentő akciójának.